# Schloss Liechtenstein (Steiermark)
Schloss Liechtenstein, auch Schloss Neu-Liechtenstein, ist ein Schloss bei Judenburg in der Steiermark (Österreich). Es steht unter Denkmalschutz.

## Baubeschreibung
Der zweieinhalbgeschoßige Bau mit hohem Walmdach hat ein Rokokoportal mit dem Wappen der Königsbrun. Die Räume haben Stuckdecken aus dem späten 17. Jahrhundert, die Nebengebäude stammen aus dem frühen 18. Jahrhundert.

## Geschichte
Vorgängerbau war die südöstlich von Judenburg auf einer Felsspitze gelegene (47° 10′ 0,64″ N, 14° 40′ 32,16″ O) Burg Ulrich von Liechtensteins. Die Burg Liechtenstein wurde im Jahr 1140 erstmals urkundlich erwähnt und verfiel im 16. Jahrhundert. Reste des Palas sind heute noch erhalten.
Um 1650 ließ das Stift Seckau unterhalb der Ruine der Burg das Schloss erbauen. Die erstmalige Erwähnung im 1705 im landesfürstlichen Lehensbrief besagt: „... daß die Veste Liechtenstein zusammengefallen, dahingegen unterhalb ein neues Schloss erbaut worden ...“ Die Freiherren von Königsbrun erweiterten das Schloss im 18. Jahrhundert.  1814 gelangte es durch Kauf an den Fürsten Johann I. Josef von und zu Liechtenstein, später kam es an das Land Steiermark.

## Heutige Nutzung

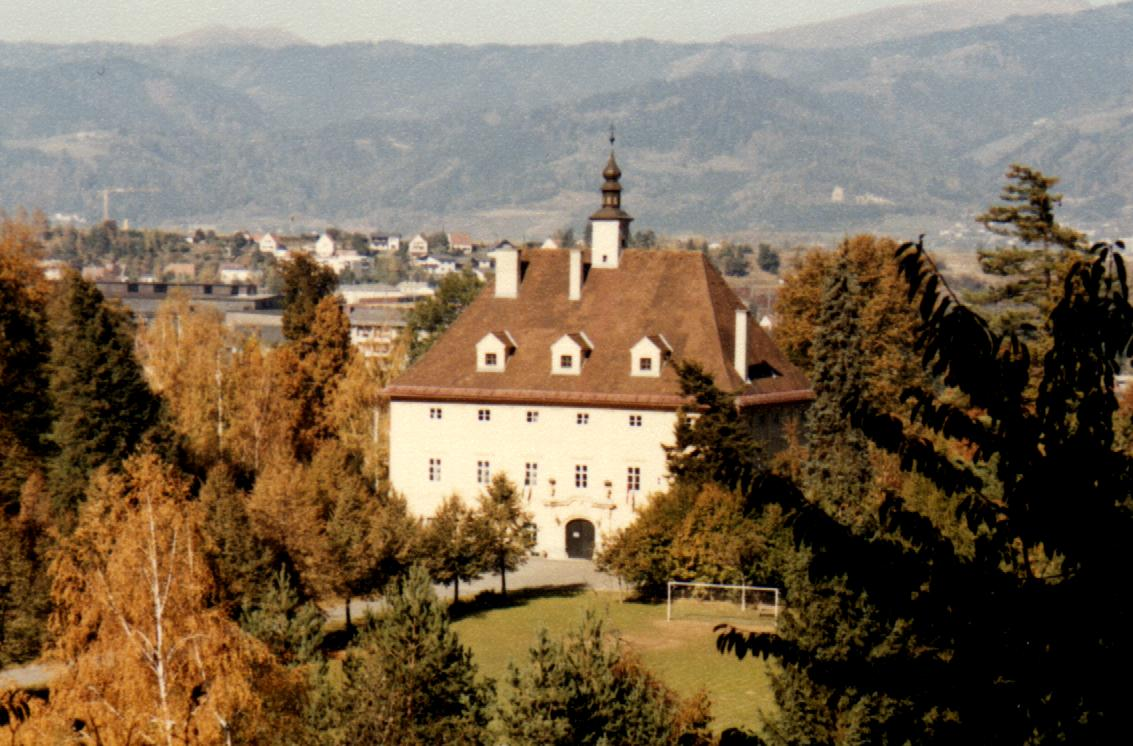

Das sehr gut erhaltene Schloss wurde bis 2001 mehrfach renoviert; es war darin ein Landesschülerheim untergebracht. Das Schloss wurde 2011 durch das Land Steiermark zum Verkauf angeboten und befindet sich derzeit im Besitz der Diakonie de La Tour. Unter dem Namen „Haus Murtal“ wurde die Liegenschaft gemeinsam mit dem Diakonie Flüchtlingsdienst als Grundversorgungseinrichtung für Asylwerber genutzt.